# اوفک-۱۱
اوفک-۱۱ (انگلیسی: Ofek-11) بخشی از گروه ماهواره‌های جاسوسی اوفک است که به سفارش وزارت دفاع اسرائیل توسط صنایع هوافضای اسرائیل (IAI) طراحی و ساخته شده‌است.
اوفک-۱۱ در ۱۳ سپتامبر ۲۰۱۶ و دو سال پس از پرتاب اوفک-۱۰، با استفاده از حامل پرتاب شاویت از پایگاه هوایی پالماخیم در اسرائیل به فضا پرتاب شد. این ماهواره در مقایسه با ماهواره پیشین خود مجهز به نسخه بهبودیافته سامانه تصویربرداری با وضوح بالای ژوپیتر شرکت البیت سیستمز است که وضوح تصویر آن به ۰٫۵ متر می‌رسد و از پلتفرم ماهواره‌ای OPSAT-3000 استفاده می‌کند که در ماهواره تک‌سار نیز به کار رفته‌است.
بر پایه‌گزارش‌ها پرتاب این ماهواره موفقیت‌آمیز به نظر می‌رسید اما پس از ۹۰ دقیقه مهندسان متوجه شدند که با ورود ماهواره به مدار همه ابزارها و سیستم‌های ماهواره به درستی کار نمی‌کنند. سرانجام پس از چندین روز تعمیرات از راه دور، ماهواره شروع به فعالیت و تصویربرداری کرد.
گزارش شده‌است که کره جنوبی در ساخت تجهیزات این ماهواره با هدف جاسوسی از فعالیت‌های کره شمالی مشارکت داشته‌است.